# روتنبوخ
روتنبوخ (به آلمانی: Rottenbuch) یک شهر در آلمان است که در بایرن واقع شده‌است.

## خصوصیات
روتنبوخ ۳۱٫۴۵ کیلومترمربع مساحت دارد ۷۶۳ متر بالاتر از سطح دریا واقع شده‌است.